# Mihail Fokin
Mihail Fokin (francuska transliteracija Michel Fokine; engleska transliteracija Mikhail Fokin; rus. Михаи́л Миха́йлович Фо́кин) (Petrograd, 23. travnja 1880. – New York, 22. kolovoza 1942.) bio je ruski koreograf i baletan.
Fokin je rođen u Sankt Peterburgu u dobrostojećoj trgovačkoj obitelji i u svojoj je devetoj godini bio primljen u Carsku baletnu školu u Sankt Peterburgu (Vaganovu baletsku akademiju). Iste godine debitirao je u „Talismanu” u režiji Mariusa Petipe. Godine 1898., na svoj 18. rođendan, debitirao je na pozornici Marijinskog kazališta u baletu „Pahita”, s Carskim ruskim baletom. Pored toga što je bio talentiran plesač, Fokin se također strastveno bavio slikarstvom i iskazivao talent u tom području. Također je svirao glazbala, uključujući mandolinu (svirao je na pozornici u ansamblu pod vodstvom Ginislao Parisa), domru i balalajku (svirao je u Velikom ruskom orkestru Vasilija Andrejeva).
Godine 1909., Sergej Djagiljev pozvao je Fokina da postane rezidentni koreograf prve sezone Ruskog baleta u Parizu. U Ruskom baletu surađivao je s brojnim umjetnicima kako bi postavio balet „Šeherezada” Nikolaja Rimskog-Korsakova, koji je praizveden 1910. godine. Taj balet nadahnule su simfonijske poeme koje je skladao Rimski-Korsakov i „Tisuću i jedna noć”. Scena koju je dizajnirao Lion Bakst odgovarala je seksualiziranoj koreografiji. Usprkos nedostatku povijesne vjerodostojnosti, balet je bio uspješan zbog svojih sjajnih boja, egzotičnosti i putenosti. Postava iz 1910. godine imala je Vaclava Nižinskog u ulozi Zlatnog roba.
U baletu „Petruška” (1912.), uz glazbu koju je skladao Igor Stravinski, a scenografiju postavio Aleksandera Benoisa Petroučke, Fokin je uključio ulične plesače, dadilje, dresirane medvjede i veliki ansambl likova koji nadopunjuju zaplet. Fokinov balet „Le Spectre de la Rose” (1911.) predstavio je Nižinskog kao duha ruže danog mladoj djevojci. Fokin je 1912. postavio uprizorenje baleta „Daphnis i Chloé”.
Napustio je Ruski balet 1912. godine. Djagiljev je 1914. godine uvjerio u povratak te je za Ruski balet postavio nove balete. Pariška praizvedba „Zlatnog pijetla” u izvođenju Ruskog baleta 1914. godine bila je opera-balet koji je vodio Fokin, a scenografiju je dizajnirala Natalija Gončarova.